# Lemmings 3
Lemmings 3, in Europa als All New World of Lemmings und in Amerika als The Lemmings Chronicles bekannt, ist ein Denkspiel von DMA Design. Das Spiel erschien 1994 für DOS und Amiga. Es ist ein Teil der Lemmings-Reihe. Eine 3DO Interactive Multiplayer-Version wurde bei der E3 1995 angekündigt, ist aus unbekannten Gründen nie erschienen.

## Spielprinzip
Der Spieler muss in jedem Level eine Horde von bis zu 100 Lemmingen von einem Eingang zu einem Ausgang führen. Das Spiel hat insgesamt 90 Level.  Wie im vorherigen Spiel sind die in einem Level gespeicherten Lemminge diejenigen, die für das nächste übrig bleiben.
In jedem Level stehen fünf Fertigkeiten zur Verfügung, weitere können erworben werden, wenn ein Lemming einen Gegenstand aufhebt. Ein neuer „Wiederholungs“-Modus ermöglicht es einem Spieler, alles, was er zuvor in einem Level gemacht hat, automatisch zu wiederholen, mit der Option, an jedem beliebigen Punkt weiterzuspielen. Es stehen Übungsstufen mit jedem verfügbaren Gegenstand zum Experimentieren zur Verfügung.

## Rezeption
Next Generation gab der DOS-Version drei von fünf Sternen. Amiga Games hat dem Spiel 84 % gegeben. Power Play gab dem Spiel 64 von 100 Punkten.